# Amtsgericht Groß-Umstadt

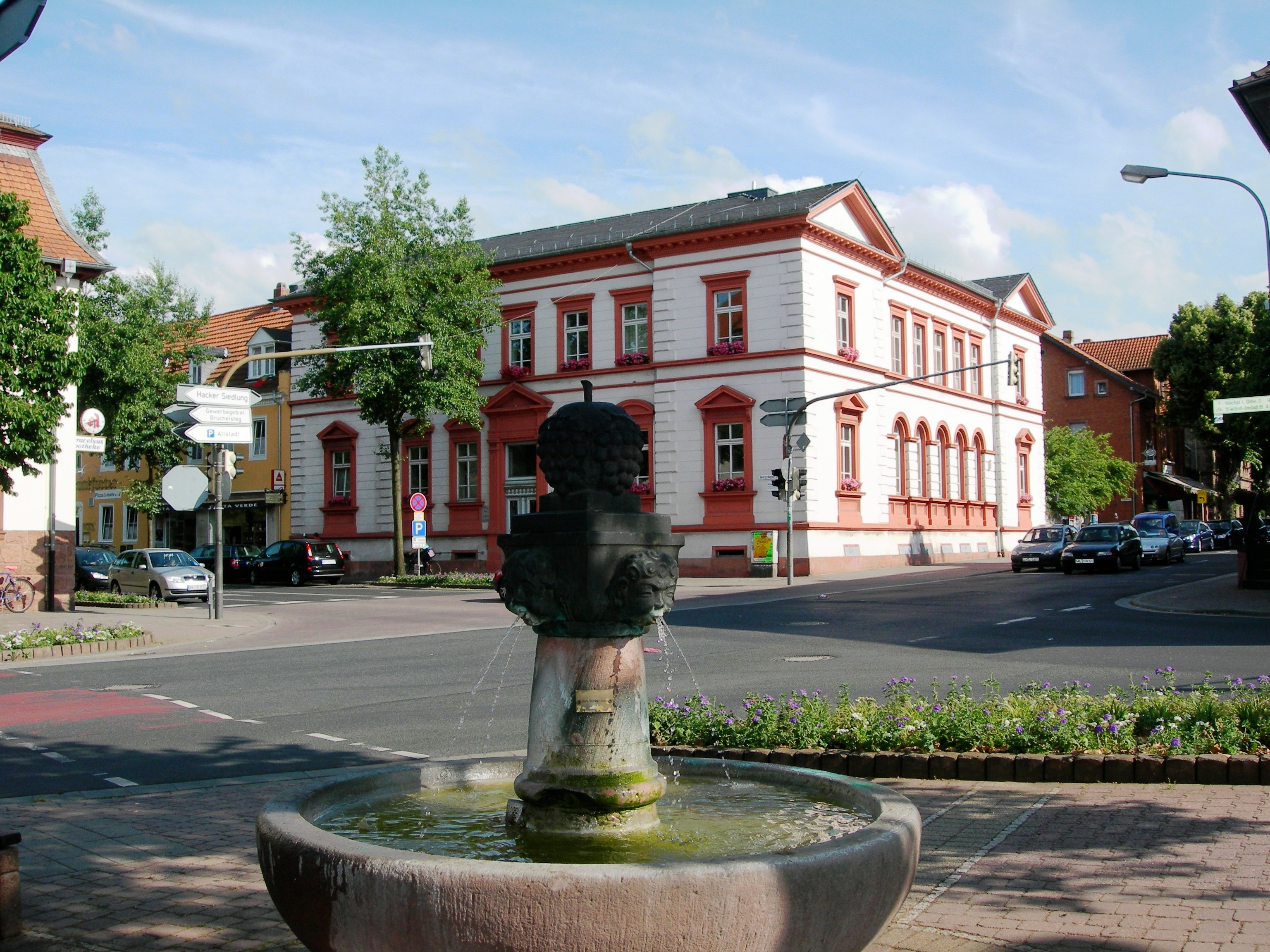
Amtsgerichtsgebäude

Das Amtsgericht Groß-Umstadt war von 1879 bis 1968 (als Zweigstelle bis 1970) ein hessisches Amtsgericht mit Sitz in Groß-Umstadt.

## Gründung
Mit dem Gerichtsverfassungsgesetz von 1877 wurden Organisation und Bezeichnungen der Gerichte reichsweit vereinheitlicht. Am 1. Oktober 1879 hob das Großherzogtum Hessen deshalb die Landgerichte auf, die bis dahin in den rechtsrheinischen Provinzen des Großherzogtums die Gerichte erster Instanz gewesen waren. Funktional ersetzt wurden sie durch Amtsgerichte. So ersetzte das Amtsgericht Groß-Umstadt das Landgericht Groß-Umstadt. „Landgerichte“ nannten sich nun die den Amtsgerichten direkt übergeordneten Obergerichte. Das Amtsgericht Groß-Umstadt wurde dem Bezirk des Landgerichts Darmstadt zugeordnet.

## Bezirk
Der Gerichtsbezirk umfasste:
| Gemeinde       | Herkunft                 | Zugang | Abgang | Nach                |
| -------------- | ------------------------ | ------ | ------ | ------------------- |
| Altheim        | Landgericht Groß-Umstadt | 1879   | 1905   | Amtsgericht Dieburg |
| Dieburg        | Landgericht Groß-Umstadt | 1879   | 1905   | Amtsgericht Dieburg |
| Dorndiel       | Landgericht Groß-Umstadt | 1879   | 1968   | Amtsgericht Dieburg |
| Frau-Nauses    | Landgericht Höchst       | 1879   | 1968   | Amtsgericht Dieburg |
| Groß-Umstadt   | Landgericht Groß-Umstadt | 1879   | 1968   | Amtsgericht Dieburg |
| Groß-Zimmern   | Landgericht Groß-Umstadt | 1879   | 1905   | Amtsgericht Dieburg |
| Harpertshausen | Landgericht Groß-Umstadt | 1879   | 1968   | Amtsgericht Dieburg |
| Hering         | Landgericht Groß-Umstadt | 1879   | 1968   | Amtsgericht Dieburg |
| Heubach        | Landgericht Groß-Umstadt | 1879   | 1968   | Amtsgericht Dieburg |
| Kleestadt      | Landgericht Groß-Umstadt | 1879   | 1968   | Amtsgericht Dieburg |
| Klein-Umstadt  | Landgericht Groß-Umstadt | 1879   | 1968   | Amtsgericht Dieburg |
| Klein-Zimmern  | Landgericht Groß-Umstadt | 1879   | 1905   | Amtsgericht Dieburg |
| Langstadt      | Landgericht Groß-Umstadt | 1879   | 1968   | Amtsgericht Dieburg |
| Lengfeld       | Landgericht Groß-Umstadt | 1879   | 1968   | Amtsgericht Dieburg |
| Mosbach        | Landgericht Groß-Umstadt | 1879   | 1968   | Amtsgericht Dieburg |
| Münster        | Landgericht Groß-Umstadt | 1879   | 1905   | Amtsgericht Dieburg |
| Radheim        | Landgericht Groß-Umstadt | 1879   | 1968   | Amtsgericht Dieburg |
| Raibach        | Landgericht Groß-Umstadt | 1879   | 1968   | Amtsgericht Dieburg |
| Richen         | Landgericht Groß-Umstadt | 1879   | 1968   | Amtsgericht Dieburg |
| Schaafheim     | Landgericht Groß-Umstadt | 1879   | 1968   | Amtsgericht Dieburg |
| Schlierbach    | Landgericht Groß-Umstadt | 1879   | 1968   | Amtsgericht Dieburg |
| Semd           | Landgericht Groß-Umstadt | 1879   | 1968   | Amtsgericht Dieburg |
| Wiebelsbach    | Landgericht Höchst       | 1879   | 1968   | Amtsgericht Dieburg |

## Weitere Entwicklung
Als am 1. Juli 1905 das Amtsgericht Dieburg seine Arbeit aufnahm, wurde die Zuständigkeit für eine Reihe von Orten dorthin abgegeben (siehe Übersicht).

## Ende
Am 1. Juli 1968 wurde das Amtsgericht Groß-Umstadt aufgelöst, bestand aber zunächst als Zweigstelle des Amtsgerichts Dieburg weiter. Am 1. Juli 1970 wurde schließlich auch diese Zweigstelle aufgehoben.

## Gebäude
Im Jahre 1879 wurde das Amtsgerichtsgebäude im Stil des Klassizismus erbaut (heute: Georg-August-Zinn-Straße 44). Es handelt sich um einen voluminösen winkelförmigen Bau mit zwei Etagen. Das Haus bildet den Auftakt des gründerzeitlichen Ensembles in der Carl-Mierendorff-Straße. Die Fassade wird durch stark vorspringende Eckrisalite, die durch flache Giebel gekrönt und mit aufgeputzter Eckquaderung versehen sind, kubisch gegliedert. Die Fenster und die Eingangstür sind mit Sandstein umfasst. Das Gebäude ist aus bauhistorischen Gründen ein Kulturdenkmal aufgrund des Hessischen Denkmalschutzgesetzes und steht es unter Denkmalschutz.
Das Gebäude wurde 1994 für umgerechnet gut 500.000 Euro vom Land an die Stadt verkauft und seither von der Stadtverwaltung genutzt. In den Jahren 2009 und 2010 wurde es für mehr als zwei Millionen Euro saniert.